# Joël Vaïsse
Joël Vaïsse, né à Marseille, est un tromboniste classique français.
Il est reconnu comme faisant partie des meilleurs trombonistes français.

## Formation
Il commence l'apprentissage du trombone dans la classe de son père, André Vaïsse, au conservatoire à rayonnement régional de Marseille.
Après des études aux États-Unis (Floride), il entre en 1981 au Conservatoire national supérieur de musique de Paris, où il obtient un 1er prix à l’unanimité en 1985. En 1986, il est prix d’honneur au Concours international de Markneukirchen et, en 1988, obtient le 3e prix au Concours international de Genève.

## De 1990 à 1999: tromboniste solo
Il est nommé successivement trombone solo des orchestres suivants :
- Orchestre national du Capitole de Toulouse (1990 - 1991)
- Orchestre national de Lyon (1991 - 1997)
- Orchestre philharmonique de Radio France (1997 - 1999)
- Orchestre de Paris (1997 - 1999)

En jouant dans ces deux derniers orchestres, il est devenu le premier musicien occupant simultanément deux postes de soliste.

## Depuis 1999: soliste international et enseignement
Depuis 1999, il est trombone super soliste de l’Orchestre national de France. Il enseigne au conservatoire à rayonnement régional de Versailles et anime de nombreuses master classes en France et à l'étranger et joue dans de nombreux récitals en soliste.
En mai 2003, il signe la première interprétation française de la symphonie pour trombone d'Ernest Bloch avec l'Orchestre national de France sous la direction de Viswa Subbaraman, l'enregistrement en direct de cette pièce figure sur son premier album.
En janvier 2005, il dirige et encadre les cuivres du nouvel orchestre créé et dirigé par le maître Riccardo Muti avec qui il avait participé en 2002 au concert de commémoration du 11 septembre à l'Avey Fisher Hall de New York.
En février 2005, il est invité à la Manhattan School of Music et à la Boston University, pour y donner plusieurs Master Classes et diriger diverses formations de cuivres.
En mai 2006, il interprète en France le double concerto pour trompette et trombone de Siegfried Matthus, sous la direction de Kurt Masur.
En musique de chambre il joue dans le Quatuor Millière aux côtés des trombonistes Gilles Millière, Jean Raffard et Guillaume Cottet-Dumoulin et dans le sextet de cuivres et percussions IBY6.

## Discographie
- "Créations" en 2002 avec le Quatuor Millière
- "Tranquille" en 2004 (Editions Passions), son premier disque sur lequel figurent les œuvres d'Ernest Bloch, Enrique Crespo, Nils Landgren et Thierry Caens
- "Carpe Diem" en 2005 avec l'Orchestre des Hauts de France dirigé par Jean-Philippe Vanbeselaere avec comme solistes Eric Aubier et François Thuillier